# 아라키 슌타
아라키 슌타(일본어: 荒木 駿太, 1999년 10월 24일~)는 일본의 축구 선수이다.

## 구단 경력
그는 2022년 J1리그의 사간 도스에 입단했다. 2023년 J2리그의 FC 마치다 젤비아로 이적했다. 2023년 J2리그 우승으로 J1리그로 승격했다. 2024년까지 65경기에 출전하여, 7득점을 넣었다. 2025년 J2리그의 베갈타 센다이로 이적했다.